# Barrio Matamoros
Barrio Matamoros är en ort i Mexiko.   Den ligger i kommunen Santa Inés del Monte och delstaten Oaxaca, i den sydöstra delen av landet, 400 km sydost om huvudstaden Mexico City. Barrio Matamoros ligger 2 619 meter över havet och antalet invånare är 116.
Terrängen runt Barrio Matamoros är huvudsakligen bergig. Barrio Matamoros ligger uppe på en höjd. Runt Barrio Matamoros är det ganska tätbefolkat, med 56 invånare per kvadratkilometer. Närmaste större samhälle är Santa Cruz Xoxocotlán, 18,5 km nordost om Barrio Matamoros. I omgivningarna runt Barrio Matamoros växer i huvudsak blandskog.